# Catacore kolyma
Catacore kolyma är en fjärilsart som beskrevs av William Chapman Hewitson 1858. Catacore kolyma ingår i släktet Catacore och familjen praktfjärilar. Inga underarter finns listade i Catalogue of Life.

## Bildgalleri

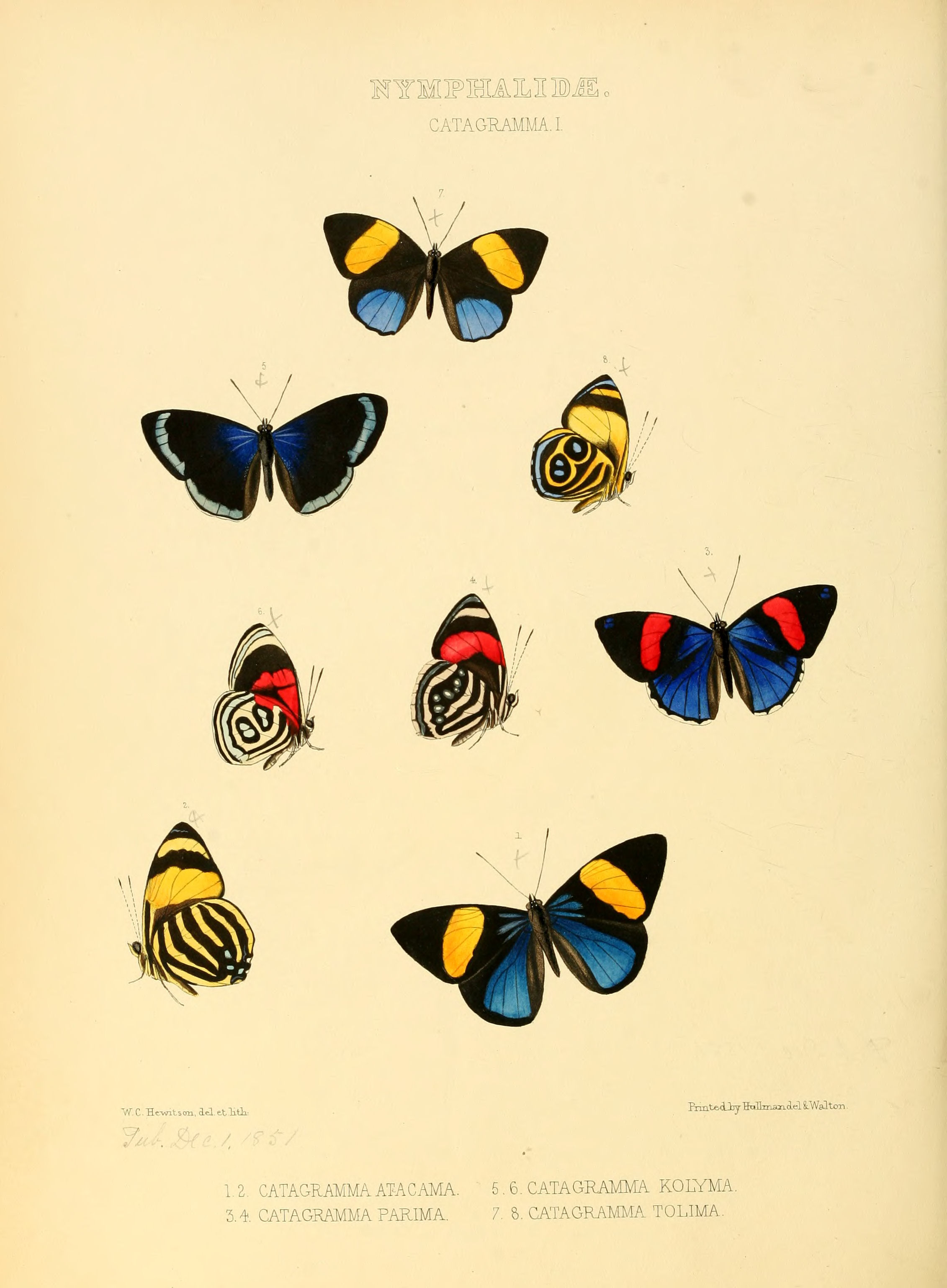
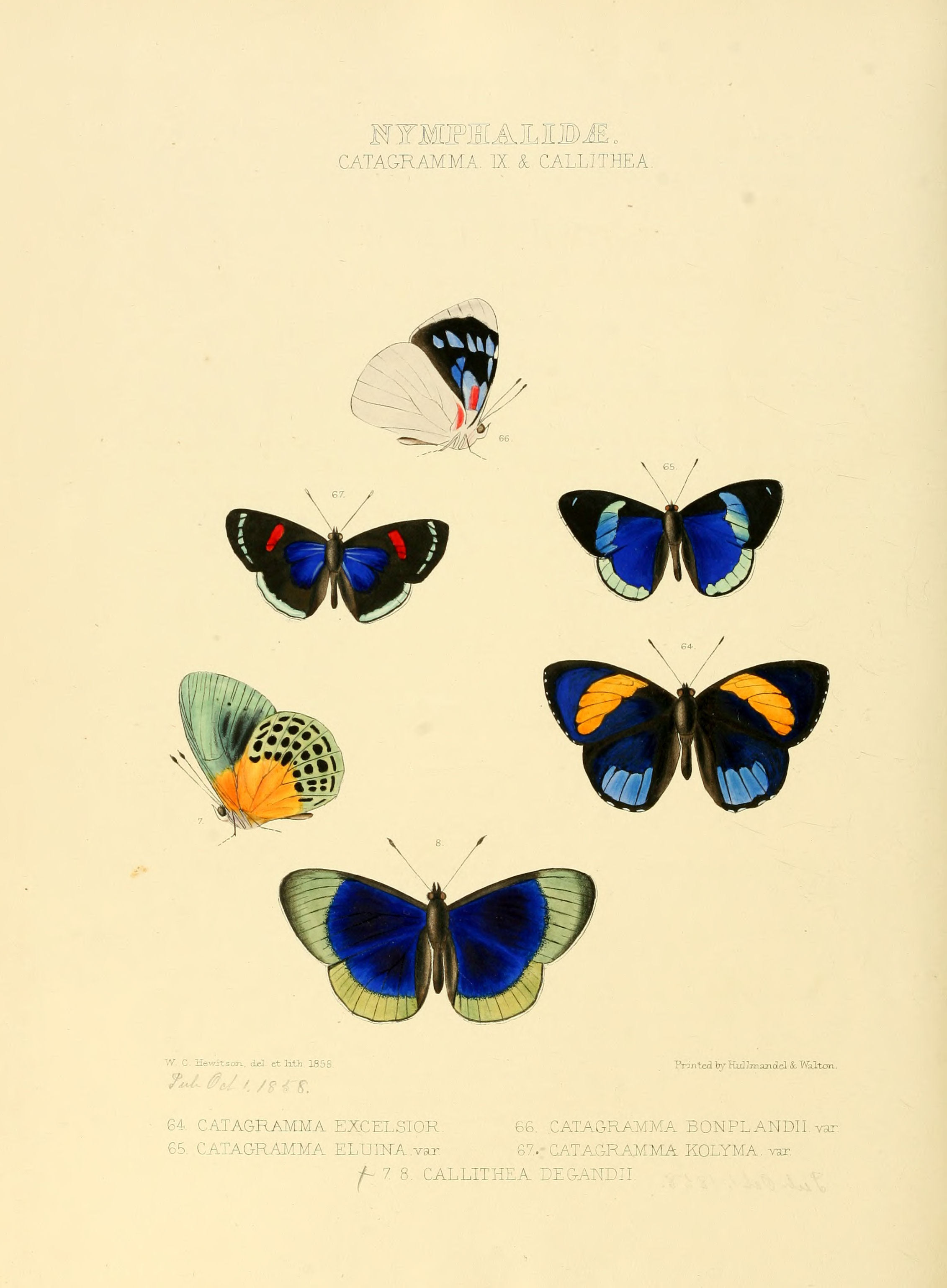
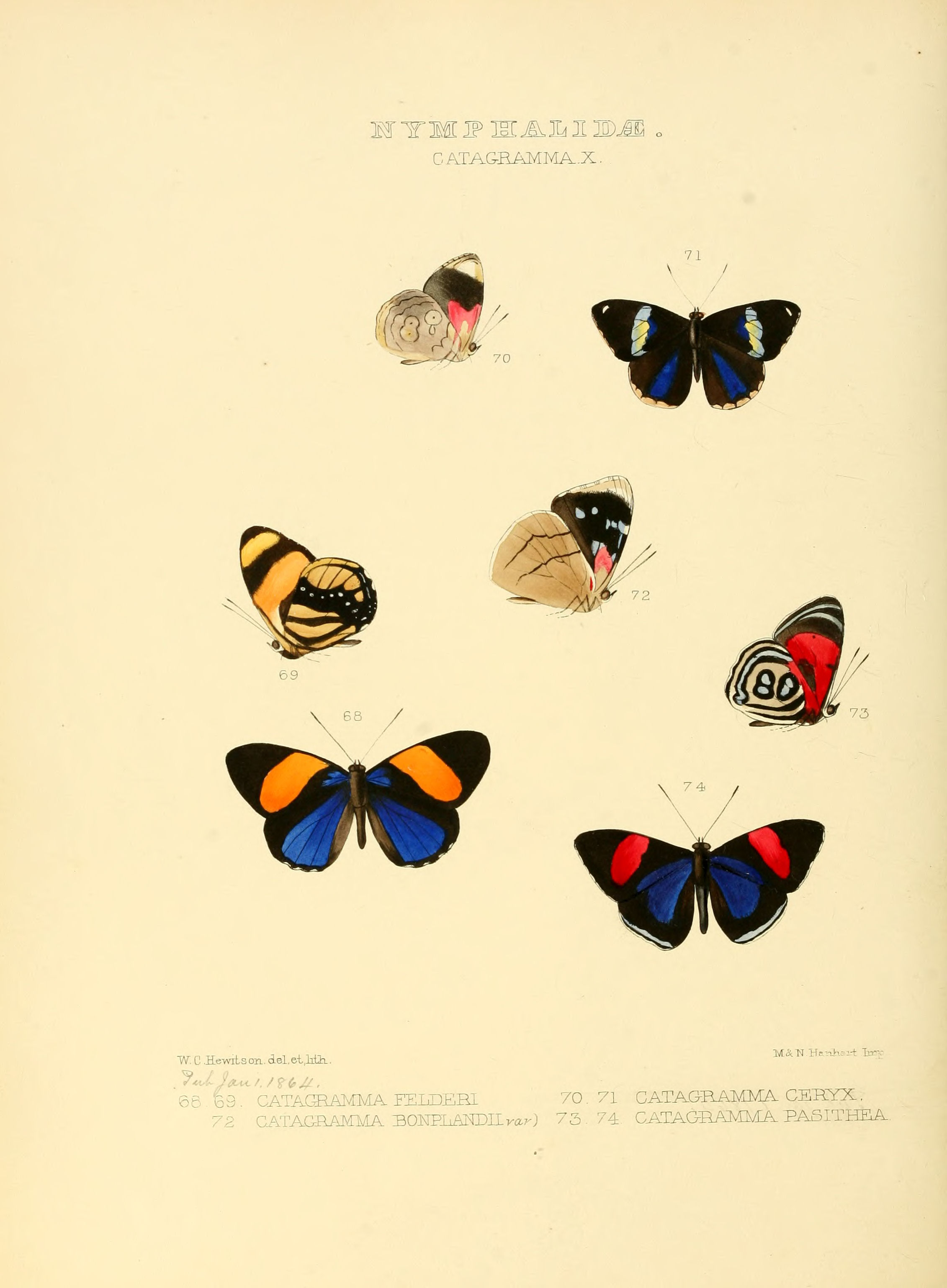